# Convention relative au statut des réfugiés
 (septembre 2015).
Pour les articles homonymes, voir Convention de Genève.
Ne doit pas être confondu avec Conventions de Genève.
- parties uniquement à la Convention de 1951
- parties uniquement au Protocole de 1967
- parties au Protocole et à la Convention
- non-membres

La Convention du 28 juillet 1951 relative au statut des réfugiés, dite convention de Genève, définit les modalités selon lesquelles un État doit accorder le statut de réfugié aux personnes qui en font la demande, ainsi que les droits et les devoirs de ces personnes. Elle a été adoptée le 28 juillet 1951 par une conférence de plénipotentiaires sur le statut des réfugiés et des apatrides convoquée par l'Organisation des Nations unies, en application de la résolution 429 (V) de l'Assemblée générale en date du 14 décembre 1950.
Cette convention fut complétée en 1967 par le Protocole relatif au statut des réfugiés.
Il ne faut pas confondre cette Convention relative au statut des réfugiés avec les Conventions de Genève qui depuis 1949 codifient les droits et les devoirs des combattants et des civils en temps de guerre.
La Convention du 28 juillet 1951 relative au statut des réfugiés constitue après son adoption le principal cadre juridique de définition du droit d'asile dans les États signataires. Elle donne un sens particulier à l'idée millénaire de droit d'asile.

## Historique
La convention de Genève de 1951 a pour titre officiel Convention relative au statut des réfugiés et a été signée à Genève le 28 juillet 1951. Elle met en œuvre, à la suite des persécutions de l'entre-deux-guerres et à la Shoah, les préoccupations proclamées par la Déclaration universelle des droits de l'homme de 1948 : 
- Article 13 : 1) Toute personne a le droit de circuler librement et de choisir sa résidence à l'intérieur d'un État. 2) Toute personne a le droit de quitter tout pays, y compris le sien, et de revenir dans son pays.
- Article 14 : 1) Devant la persécution, toute personne a le droit de chercher asile et de bénéficier de l'asile en d'autres pays. 2) Ce droit ne peut être invoqué dans le cas de poursuites réellement fondées sur un crime de droit commun ou sur des agissements contraires aux buts et aux principes des Nations unies.

Au sortir de la seconde guerre mondiale, l'Europe comptait plusieurs millions de personnes déplacées sur l'ensemble du continent. On créa en 1946, pour s'en occuper, l'Organisation internationale pour les réfugiés (OIR) dont l'impuissance fut rapidement constatée, seules les armées nationales disposant des moyens logistiques pour prendre en charge de tels flux de populations et gérer le problème des réfugiés. En 1949, l'ONU relança son activité dans ce domaine en créant un Haut Commissaire aux Réfugiés (HCR) nommé par l'Assemblée Générale et placé auprès du Secrétaire Général de l'ONU. Ce HCR, d'abord simple fonction individuelle accompagnée d'assistants, fut chargé notamment de préparer une convention internationale sur les réfugiés qui fut adoptée trois ans plus tard en 1951.
Le contexte historique ayant pesé sur l'élaboration de ce texte est complexe :
1. à l'origine pensé pour les réfugiés européens déplacés par la guerre, c'est un texte européen et qui le restera jusqu'à son extension au reste du monde par l'adoption du Protocole de Bellagio en 1967 ;
2. d'un côté la Shoah imposait politiquement, après la guerre, de se soucier davantage de protéger les personnes fuyant des persécutions ;
3. d'un autre côté, les démocraties libérales européennes et américaines n'étaient pas prêtes à reconnaître leurs fautes, lourdes[4], dans le rejet des exilés juifs allemands de 1933 à 1939 ;
4. par ailleurs, la guerre froide donne à ce texte, essentiellement occidental, une portée politique dans l'opposition au bloc communiste, dont l'accueil et la protection des dissidents contribuaient à le discréditer ;
5. François Crépeau[5] observe que la convention est aussi le produit d'une négociation entre diplomates, marquée par la prédominance d'États souverains, attachés à leurs prérogatives sur le contrôle des frontières et des populations, face aux intérêts des réfugiés.

## Philosophie
Produit de son contexte historique et de la primauté des intérêts étatiques sur ceux des réfugiés dans la négociation, la convention de Genève sur les Réfugiés ne définit pas le droit d'asile mais seulement le réfugié et donne une définition particulière : restrictive, individuelle, associée à une sélection sur critères... Une définition « au cas par cas » qui, ainsi, n'obligeait les États ni à reconnaître des fautes passées quant au rejet des exilés durant les années 1930, ni à accueillir massivement dans le futur des populations en exode. Et l'Article 31 affirme que « les États contractants n'appliqueront pas de sanctions pénales, du fait de leur entrée ou de leur séjour irrégulier, aux réfugiés qui, arrivant directement du territoire où leur vie ou leur liberté était menacée au sens prévu par l'article premier, entrent ou se trouvent sur leur territoire sans autorisation, sous la réserve qu'ils se présentent sans délai aux autorités et leur exposent des raisons reconnues valables de leur entrée ou présence irrégulières. »

### Droit d'asile axiologique / droit d'asile dérogatoire
Cette convention ne développe qu'un seul des deux articles de la Déclaration universelle des droits de l'homme (1948) se rapportant au sujet : l'article 14 sur le droit d'asile sans l'article 13 sur la liberté de circulation, alors que celle-ci est une condition de possibilité de l'autre (pas de refuge possible sans franchissement de frontières). Cette orientation produit un « droit d'asile dérogatoire » : une philosophie du droit d'asile conçu comme une dérogation à la fermeture des frontières et organisant la sélection des « vrais » réfugiés. À contrario, une autre philosophie, qui aurait eu pour visée de développer conjointement les deux articles 13 et 14 de la DUDH de 1948 aurait abouti à un « droit d'asile axiologique »  favorisant l'ouverture des frontières tout en aidant symboliquement et matériellement les victimes de persécutions.

### Persécutions des femmes en raison de leur genre
Durant les négociations, la possibilité d'un critère de l’appartenance sexuelle n’a été débattue que lorsque la délégation yougoslave a proposé que l’expression « ou sexe » soit incluse dans l’article 3, qui stipule que la Convention doit être appliquée « sans discrimination de race, de religion ou de pays d’origine ». Cette proposition a été écartée comme relevant de la législation nationale. Le Haut Commissaire aux Réfugiés de l’époque, Van Heuven Goedhart, a fait remarquer qu’il doutait du fait « qu’il existât des cas de persécutions commises en raison du sexe des victimes ». Ainsi, le « droit d'asile dérogatoire » impliquant une sélection sur critère, faute de reconnaissance officielle de celui-ci, a exclu pendant un demi-siècle l'ensemble des persécutions des femmes en raison de leur genre des motifs de la protection internationale et de la reconnaissance des réfugiées [réf. nécessaire]. C'est seulement depuis le milieu des années 1980, que des organisations internationales ont pris des résolutions et promulgué des textes incitant à la reconnaissance de ces persécutions et à la protection spécifique des femmes dans le cadre du droit d’asile. Ainsi en 1984, le Parlement européen a adopté une résolution qui demandait aux États d’interpréter la convention de Genève sur les Réfugiés (1951) en considérant les victimes de telles persécutions comme relevant bien de la notion de « groupe social » inscrit à l’article 1A2 de la dite convention et éligibles au statut de réfugié. Cette résolution a été suivie d’une initiative du HCR qui a adopté l’année suivante une résolution similaire, puis, à partir de 1991, a produit une série de directives (« guidelines ») relatives à la protection des demandeuses d’asile et des femmes réfugiées. Ces changements sont dus, pour une part importante, à l’action de réseaux féministes transnationaux notamment le « Groupe de travail sur les femmes réfugiées » (Working Group on Refugee Women, WGRW) réunissant de multiples ONG qui ont fait pression sur le HCR afin de l’amener à prendre en considération les situations des femmes demandeuses d’asile et réfugiées.
En 2024 cependant, la CJUE reconnaît la qualité de « réfugiées » aux femmes victimes de violences sexistes dans leur pays d’origine. Les femmes, dans leur ensemble, peuvent désormais être considérées comme appartenant à un « groupe social » selon la Convention de Genève,.

## Article 1(A)(2) de la Convention
Pour les juges et les fonctionnaires, nationaux ou internationaux, chargés d'examiner les demandes d'asile au regard de cette convention internationale, l'article essentiel qui inspire leurs décisions de protection ou de non protection des exilés, est l'article 1(A)(2) (tel que modifié par le protocole de New York, 1967) :

« Article premier - A. Aux fins de la présente Convention, le terme « réfugié » s'appliquera à toute personne : (...) 2) Qui craignant avec raison d'être persécutée du fait de sa race, de sa religion, de sa nationalité, de son appartenance à un certain groupe social ou de ses opinions politiques, se trouve hors du pays dont elle a la nationalité et qui ne peut ou, du fait de cette crainte, ne veut se réclamer de la protection de ce pays ; ou qui, si elle n'a pas de nationalité et se trouve hors du pays dans lequel elle avait sa résidence habituelle, ne peut ou, en raison de ladite crainte, ne veut y retourner. »

## Mise en œuvre de la convention
Contrairement à la Déclaration universelle des droits de l'homme (1948), simple texte proclamé qui est la source, la convention de Genève sur les Réfugiés, est un traité international que les États signataires se doivent de ratifier et transposer dans leurs systèmes juridiques respectifs. Certains, comme l'Allemagne, publient simplement le texte international comme loi nationale ; d'autres comme la France élaborent une loi spécifique incluant les éléments du texte international (loi de 1952). Dans les pays qui en ont les moyens financiers cette mise en œuvre conduit à créer une administration spécialisée dans l'examen des demandes d'asile. Mais dans la plupart des autres pays, c'est l'administration internationale représentant, dans chaque pays, le Haut Commissariat des Nations unies pour les réfugiés qui procède à cette sélection. Celui-ci a publié en 1979 un Guide des procédures et critères à appliquer pour déterminer le statut de réfugié et un ensemble de textes, ouvrages, revues, formations qui ne réduisent pas les vides du régime juridique mais imposent progressivement au monde « l'asile dérogatoire » comme une évidence.
Dans cette conception, l'essentiel de la reconnaissance des réfugiés dépend de la procédure de sélection par de multiples acteurs. Celle-ci comporte généralement deux étapes d'examen : premier examen et appel en cas de rejet. Comme l'observe Jean-Michel Belorgey, ancien président de la section du rapport et des études du Conseil d'État français, ancien président de section à la Cour nationale du droit d'asile, les agents responsables de cet examen ne pouvant généralement pas conduire d'instruction dans le pays où les demandeurs d'asile disent craindre des persécutions, en sont souvent réduits à juger de la seule crédibilité des récits faits par les demandeurs d'asile. Quand le nombre de demandes d'asile augmente fortement par rapport aux moyens budgétaires et administratifs mobilisés pour y répondre, alors l'instruction peut se réduire à une simple lecture du récit avec, éventuellement, une brève audition de l'exilé. D'après Jérôme Valluy, à partir de l'exemple de la Cour nationale du droit d'asile en France, dans ces conditions, les évaluateurs, qu’il s’agisse des agents de l’OFPRA ou des juges de la CNDA, ne répondent pas à la question « s’agit-il d’un vrai réfugié ? », mais à une autre question, la seule qui leur soit accessible : est-ce que cet exilé m’a convaincu ? Et l’inclination à croire ou ne pas croire dépend de facteurs multiples, souvent sans liens avec le récit évalué (même si celui-ci peut jouer un rôle) : convictions politiques de l’examinateur en matière d’immigration, connaissances sur le pays d’origine, interprétation d’une Convention imprécise aux jurisprudences chaotiques, sensibilité aux idéologies d’une époque, perception intuitive des réactions de l'environnement de travail, injonctions émises par des autorités supérieures, etc.

## Protocole de New York (1967) et rejet des exilés post-coloniaux
(septembre 2015).
Durant les vingt premières années de mise en œuvre de la convention de Genève sur les réfugiés (1951), celle-ci ne s'applique – explicitement selon son article 1 A 2 première version – qu'aux évènements intervenus avant son adoption (1951) : cette clause supprimée en 1971 avait pour effet d'en limiter la portée aux faits survenus durant la Seconde guerre mondiale et au début de la Guerre froide, ce qui réduisait en pratique la notion de « réfugiés » aux seuls réfugiés européens. Ainsi en France, entre 1951 et 1972, les réfugiés reconnus par l’OFPRA sont à 98 % Européens, essentiellement Espagnols, Russes, Arméniens, Polonais, Hongrois et Yougoslaves.
Pourtant, les guerres et les persécutions ne manquent pas de se développer sur les autres continents et notamment en Afrique au fur et à mesure que se multiplient les guerres de libération contre les colonisateurs : l'histoire du droit d'asile rencontre ici celle de la décolonisation et celle de la dimension post-coloniale du fait migratoire. La décennie des années 1960 est marquée par les mouvements de décolonisation qui inscrivent sur la scène internationale les pays nouvellement libérés. En 1964, l’Organisation de l'unité africaine décide de se doter de sa propre convention sur le droit des réfugiés. Le Haut Commissaire aux réfugiés, voyant son autorité menacée, convoque à Bellagio en Italie une conférence d’experts destinés à étendre le champ de la convention de Genève sans passer par une conférence internationale qui pourrait remettre en question les autres termes de la convention. Un Protocole additionnel est adopté, dit « Protocole de Bellagio » ou « Protocole de New York », rédigé en termes minimaux et adopté presque sans débats par l’Assemblée générale des Nations unies en 1967 : il supprime juridiquement la référence temporelle de l’article 1(A)(2).
Or, dès ce moment, la plupart des pays occidentaux, commencent à proclamer la fermeture administrative de leurs frontières et, dans ces pays, les taux de rejet des demandes d'asile s'accroissent de manière exponentielle suivant une évolution à la hausse qu'ils suivront jusqu'aux maxima actuels proches des 100 % en Europe. Certains réfugiés originaires de l'Asie du Sud-Est (Boat-people) ou fuyant les dictatures d'Amérique du Sud seront bien accueillis encore dans les années 1970. Mais dès cette époque-là, les taux de rejet des demandes d'asile d'origine africaine s'envoleront pour atteindre leurs maxima actuels dès le milieu des années 1980. Cette dimension post-coloniale du rejet des exilés est au centre des évolutions ultérieures.